# 林先华
林先华（1968年2月—），浙江温岭人，1993年6月加入中国共产党，中国共产党中央党校在职研究生学历。现任台州市人民政府副市长。

## 早年经历
1968年2月，出生于浙江省温岭市。1986年9月至1990年7月，在复旦大学国际政治专业学习。

## 工作经历
1990年8月，任中国共产主义青年团浙江省椒江市委员会干部。1993年6月，加入中国共产党。1993年11月，任共青团椒江市委副书记，任期内椒江撤市设区。1997年1月，开始主持共青团浙江省台州市椒江区委的工作。1997年12月，任共青团椒江区委书记。
1998年9月，调任浙江省台州市人事局副局长。期间，2000年9月至2003年7月，在中央党校经济学专业在职研究生班学习；2002年8月至2003年8月，在美国肯恩大学公共管理专业MPA学习，获公共管理硕士学位。
2004年8月回国后，任中国共产党浙江省温岭市委员会常委、副市长。2006年9月又任浙江省温岭市人民政府常务副市长、党组副书记。
2009年10月，调任中国共产党浙江省玉环县委副书记。2011年7月，代任浙江省玉环县人民政府县长。2012年2月选举成为县长（兼任玉环县委副书记）。2016年5月，任中国共产党玉环县委书记、浙江省玉环县人民政府县长。
2016年7月，辞去玉环县人民政府县长职务，任中国共产党玉环县委员会书记。2017年5月玉环县撤县设市后，任中国共产党玉环市委员会书记。
2019年4月16日下午，台州市五届人大常委会第二十次会议上，决定任命林先华为台州市人民政府副市长。中共玉环市委书记一职由原玉环市人民政府市长吴才平接任。